# One UI
One UI è un software sviluppato da Samsung Electronics per i suoi dispositivi Android e Tizen. Avvalendosi della Samsung Experience e della TouchWiz, è stato progettato per essere ulteriormente ottimizzato, con modifiche specifiche per facilitare l'uso con una mano su smartphone con schermi di grandi dimensioni. Venne presentato alla conferenza degli sviluppatori di Samsung nel 2018 e introdotto per la prima volta come parte degli aggiornamenti del firmware Samsung ad Android 9.0 "Pie".

## Funzionalità
La One UI è stata progettata come parte di un obiettivo per far sì che l'hardware e il software Samsung "lavorino insieme in perfetta armonia" e offrano un'esperienza più "naturale" sugli smartphone a schermo grande. Un modello di progettazione prominente nelle applicazioni incluse è quello di posizionare intenzionalmente le caratteristiche comuni e gli elementi dell'interfaccia utente lungo la parte inferiore dello schermo anziché vicino alla parte superiore. Questo li rende più facili da raggiungere con il pollice di un utente quando si utilizza il dispositivo con una sola mano. Per motivi simili, le app utilizzano intestazioni di grandi dimensioni per spingere il loro contenuto principale verso il centro verticale dello schermo. La barra di navigazione supporta l'uso dei gesti, mentre è stata aggiunta anche una "modalità notturna" a livello di sistema (che fornisce agli elementi dell'interfaccia utente e alle applicazioni supportate una combinazione di colori scuriti). Come con Android P (fase beta), la schermata Panoramica delle app recenti utilizza un layout orizzontale, a differenza del layout verticale delle versioni precedenti.

## Pubblicazione
L'interfaccia utente è stata inclusa nei nuovi dispositivi Android commercializzati da Samsung dall'inizio del 2019, comprese le serie Galaxy S10 e Galaxy A (2019).
L'interfaccia utente è stata commercializzata per dispositivi Samsung antecedenti al 2019 come parte degli aggiornamenti ad Android 9.0 "Pie", a partire dal Galaxy S9 e Galaxy Note 9 aggiornati fra dicembre 2018 e gennaio 2019, Galaxy S8 e Galaxy Note 8 a febbraio 2019, vari modelli di fascia media e di fascia bassa (in particolare i modelli Galaxy A della generazione 2018 e Galaxy J commercializzati dal 2017) a metà dell'anno e modelli Galaxy Tab selezionati alla fine del 2019.
Samsung ha lanciato una versione beta pubblica della One UI a novembre 2018.

## Versioni
Le date riportate di seguito fanno riferimento al momento del rilascio delle sole versioni stabili dell'interfaccia.

### One UI 1 (Android 9, 2018-2019)

#### One UI 1.0 (dicembre 2018)
La prima versione di One UI, basata su Android 9 Pie, ha portato molte funzionalità che stavano diventando sempre più popolari in diverse applicazioni per Android e iOS. È stata aggiunta l'opzione modalità Notte, che applica a tutte le schermate del sistema colori che spaziano dal nero al grigio scuro. Questa funzionalità è stata poi inserita di default su Android 10 e altri sistemi operativi come iOS 13.
La nuova UI ha portato miglioramenti alle già precedentemente presenti opzioni di modifica degli screenshot, un'interfaccia con elementi più tondeggianti, miglioramenti alla funzione Always On Display (come l'opzione tocca per mostrare), una nuova versione dell'assistente Bixby, con supporto per la rimappatura del relativo pulsante sui dispositivi che lo possiedono, e l'aggiunta dell'opzione che consente di navigare nel sistema usando dei gesti a scorrimento dal bordo inferiore del dispositivo verso l'alto, al posto della tradizionale barra di navigazione a tre pulsanti. Sebbene Android 9 Pie fosse già di per sé fornito con il supporto ai gesti, essi sono diversi da quelli adottati da Samsung in questa versione di One UI.

#### One UI 1.1 (febbraio 2019)
Si tratta di un aggiornamento minore di One UI, che ha apportato miglioramenti alla stabilità dell’app fotocamera, alla scansione delle impronte digitali, alla funzionalità per lo sblocco del dispositivo con il riconoscimento del volto e altre ottimizzazioni delle prestazioni del sistema. Nei dispositivi supportati introduce inoltre le applicazioni Bixby Routines e Benessere Digitale. Questa versione di One UI è stata resa disponibile per diversi dispositivi tramite aggiornamento OTA, mentre altri smartphone sono stati stato lanciati direttamente con questa versione, come molti della serie Galaxy A (2019).

#### One UI 1.5 (agosto 2019)
Un altro aggiornamento minore di One UI, che ha debuttato con i dispositivi della serie Galaxy Note10 e Galaxy A90 5G; fra i cambiamenti vi sono nuovi suoni di notifica e il supporto nativo alla funzione Collegamento a Windows.

### One UI 2 (Android 10, 2019-2020)

#### One UI 2.0 (dicembre 2019)
La seconda versione di One UI, basata su Android 10, presenta un'interfaccia utente più curata rispetto a One UI 1.
Fra i cambiamenti vi sono modifiche ai colori delle applicazioni di sistema, ora più accesi, miglioramenti in alcune app predefinite come Assistenza Dispositivo, la modifica della posizione dell'orologio nella sezione delle impostazioni rapide che ora non si trova più al centro ma è invece spostato verso sinistra, la funzionalità Schermata di blocco dinamica (mostra uno sfondo diverso ogni volta che si accede alla schermata di blocco), la funzionalità Cestino nell'app Archivio, Android Auto integrato di default nel sistema e metodi di gestione delle autorizzazioni, specialmente quelle relative al GPS, più completi. Viene anche aggiunto il supporto ai gesti di navigazione standard di Android 10, oltre al mantenimento di quelli ideati da Samsung visti nella precedente versione di One UI.
Tutti i dispositivi Samsung aggiornati ad Android 10 presentano One UI 2.0 o versione superiore.

#### One UI 2.1 (febbraio 2020)
Si tratta di un aggiornamento volto a introdurre le funzionalità Quick Share, Music Share, modalità per la fotocamera aggiuntive e supporto nativo per la funzione Sottotitoli in tempo reale. Questa versione dell'interfaccia è presente per la prima volta sui dispositivi della serie Galaxy S20 e sul Galaxy Z Flip.

#### One UI 2.5 (agosto 2020)
Samsung ha lanciato la One UI 2.5 con la serie Galaxy Note 20 ed è successivamente arrivata su una grande quantità di modelli usciti in precedenza.
Non vengono apportate modifiche rilevanti allo stile dell'interfaccia utente, ma ci sono nuove funzionalità per le modalità Pro e Video Pro della fotocamera dei dispositivi che le supportano, La possibilità di usare Samsung DeX anche tramite connessione wireless sui soli dispositivi che supportavano già anche le precedenti versioni dell'applicativo, il supporto ai gesti di navigazione di Android 10 anche qualora si utilizzi un launcher di terze parti e nuove opzioni e/o camabiamenti minori all'interno delle applicazioni Samsung.

### One UI 3 (Android 11, 2020-2021)

#### One UI 3.0 (dicembre 2020)
La terza generazione di One UI, basata su Android 11, è stata rilasciata per la prima volta sui dispositivi della serie Galaxy S20 a partire dal 2 dicembre 2020 e successivamente su altri dispositivi di fascia alta facenti parte delle serie Galaxy S, Note e Z.
L'aggiornamento include novità a livello grafico, fra cui un pannello di notifica semitrasparente con un nuovo effetto sfocatura molto simile a quello presente in iOS, un nuovo font per l'orologio nella schermata di blocco e nel pannello di notifica, lo spostamento dell'orologio all'interno del pannello delle notifiche da sinistra verso il centro (similmente alla prima versione di One UI), un'interfaccia per la gestione dell'audio completamente rinnovata, coerenza grafica migliorata per i widget, animazioni e transizioni più fluide nell'intera interfaccia utente, modifica della posizione di determinate voci nell’app Impostazioni, modifiche minori allo stile delle icone e alla forma dei pulsanti funzione all’interno delle applicazioni Samsung e l'aggiunta dell'opzione per spegnere lo schermo effettuando un doppio tocco sulla schermata home o nella schermata di blocco.

#### One UI 3.1 (gennaio 2021)
La versione 3.1 ha debuttato con la presentazione della serie Galaxy S21, avvenuta il 14 gennaio 2021.
Fra le novità principali introdotte vi sono la possibilità di eliminare i metadati da foto e video rapidamente prima della condivisione con terzi, la funzione Gomma oggetto (solo su alcuni dispositivi) che consente di eliminare con facilità elementi indesiderati dalle fotografie salvate in Galleria, l'opzione che permette di modificare all'interno della schermata home il contenuto dell'ultima pagina a sinistra, potendo scegliere fra Google Discover o l'aggregatore di contenuti Samsung O (al momento solo su dispositivi selezionati) ed è stata introdotta la funzione Protezione occhi, una versione migliorata del precedente Filtro Luce blu.
Per quanto riguarda il software fotografico, sui modelli supportati sono presenti la nuova funzione Modalità regista per la registrazione dei filmati, BT Mix che sui dispositivi dotati della versione completa della modalità Video Pro, consente di registrare simultaneamente l’audio sia dallo smartphone sia da un dispositivo Bluetooth connesso, un rinnovato controller touch per la messa a fuoco e la regolazione dell'esposizione, nuovi effetti per la sfocatura dello sfondo e miglioramenti alla funzionalità Scatto singolo.

#### One UI 3.1.1 (agosto 2021)
La versione 3.1.1 è stata presentata con i dispositivi della serie Galaxy Z, i Galaxy Z Fold 3 e Z Flip 3 5G, durante il Galaxy Unpacked avvenuto l'11 agosto 2021. Presenta novità marginali rispetto alla versione precedente dell'interfaccia, ed è dedicata esclusivamente ai suddetti dispositivi pieghevoli. Sebbene alcune caratteristiche siano state rilasciate anche per altri dispositivi della serie Galaxy, su questi è indicata sempre come One UI 3.1.

### One UI 4 (Android 12, 2021-2022)

#### One UI 4.0 (novembre 2021)
I primi dispositivi a ricevere questa versione del software sono i Galaxy della serie S21, a partire dal 15 novembre 2021. Questo aggiornamento include molteplici nuove funzionalità e modifiche estetiche minori, mantenendo lo stile dell'interfaccia coerente con le versioni precedenti.
Sono state migliorate le animazioni di apertura e di uscita dai widget e la sezione relativa alla loro selezione, che ora presenta un ordinamento verticale. È stata introdotta una nuova animazione di scorrimento all'interno dei menu, che adesso simula un effetto di rimbalzo quando si tenta di scorrere alla fine di un elenco oltre il limite consentito. Inoltre, sono state modificate l'animazione di ricarica della batteria e quella relativa ai caricamenti all'interno delle applicazioni Samsung. È stata introdotta la funzionalità Tavolozza dei colori, tramite la quale il dispositivo può modificare autonomamente i colori di menu, bottoni, icone e altri elementi grafici all'interno delle applicazioni di sistema, basandosi sulle tonalità principali dello sfondo impostato dall'utente, oppure su una selezione di colori predefinita e modificabile a piacimento.
Sono stati modificati e migliorati tutti i controlli relativi alla gestione della sicurezza del dispositivo, con l'aggiunta di un menu Privacy completamente rinnovato, l'introduzione di alcuni pulsanti all'interno della tendina delle notifiche, che consentono di disattivare arbitrariamente l'accesso alle fotocamere e ai microfoni per tutte le applicazioni in qualsiasi momento, e delle icone di notifica che avvisano l'utente qualora uno degli applicativi installati utilizzi le funzionalità di acquisizione di audio, foto o video.
È stata introdotta la funzionalità RAM Plus, che consente di aggiungere fino a 4 GB di memoria virtuale al dispositivo da affiancare alla normale dotazione di RAM.
La funzione Always On Display adesso è attivabile al solo ricevimento delle notifiche e sono state ampliate le possibilità di personalizzazione. La modalità Notte è stata migliorata, essendo ora coadiuvata dall'opzione Attenuazione extra, volta a diminuire ulteriormente la luminosità dello schermo oltre i limiti normali quando ci si trova in ambienti estremamente bui.
L'applicazione Meteo è stata completamente rinnovata, con il colore dello sfondo nella schermata principale che viene modificato a seconda delle condizioni meteo, mentre quasi tutte le altre applicazioni Samsung hanno subito modifiche minori a livello grafico e funzionale.

#### One UI 4.1 (febbraio 2022)
Annunciata con le serie Galaxy S22 e Galaxy Tab S8 durante il Galaxy Unpacked del 9 febbraio 2022, presenta un gran numero di novità di importanza minore rispetto alla versione 4.0. Molte di queste, in particolar modo quelle relative alla fotografia, sono disponibili solo per i dispositivi di fascia alta.
Con One UI 4.1 sono stati apportati miglioramenti alla funzione Tavolozza dei colori, che mostra in maniera più precisa le colorazioni che verranno applicate al sistema basandosi sui colori dello sfondo scelto.
La funzionalità RAM Plus adesso consente di selezionare diversi valori di memoria virtuale oltre ai 4 GB disponibili in precedenza.
L'applicazione Calendario è stata oggetto di miglioramenti volti ad incrementare la produttività.
Solo per i dispositivi supportati, con l'app Fotocamera è ora possibile effettuare ritratti in modalità notturna, nella Galleria sono state potenziate le funzionalità di rimasterizzazione e revisione delle fotografie e ora gli album possono essere condivisi sotto forma di link.
All'interno dell'applicazione Spazio AR sono state aggiunte più decorazioni per gli adesivi emoji e nuove modalità di creazione degli stessi.
I Widget sulla schermata principale ora possono mostrare suggerimenti in base al contesto nel quale si sta utilizzando il telefono, ed è possibile raggrupparli in un'unica cornice dinamica che ne contiene diversi, in questo modo è possibile visualizzare quello desiderato scorrendo verso destra o sinistra. Inoltre, è presente un'opzione per impostare la rotazione automatica degli stessi all'interno della cornice, in modo che vengano mostrati ciclicamente senza dover ricorrere allo scorrimento manuale. Questa funzione non è disponibile sui modelli di fascia media e bassa.
L'applicazione Google Duo (ora Meet) adesso è interessata da una maggiore integrazione all'interno della One UI: durante le videochiamate i partecipanti possono condividere la schermata di un'altra applicazione fra quelle supportate (come YouTube) e quindi interagire insieme con un numero di contenuti maggiore rispetto al passato.
Con la funzionalità Quick Share adesso è possibile condividere la rete Wi-Fi in uso con altre persone, consentendo loro di connettersi senza digitare la password.
Quando si decide di condividere un file multimediale è possibile includere anche l'intera cronologia delle modifiche, in modo che il destinatario possa valutare quale delle versioni ricevute tenere.
All'interno dell'app Impostazioni sono state introdotte alcune modifiche minori alla disposizione delle voci e perfezionate alcune funzionalità.

#### One UI 4.1.1 (agosto 2022)
La versione 4.1.1 è basata su Android 12L e viene introdotta con il lancio di Galaxy Z Fold 4 e Galaxy Z Flip 4, avvenuto durante il Galaxy Unpacked del 10 agosto 2022. Anche in questo caso, come per la versione 3.1.1 dell'anno precedente, si tratta di un aggiornamento destinato principalmente a dispositivi pieghevoli e tablet.
Le novità principali consistono nell'ampliamento delle funzionalità per il multitasking, con l'introduzione di una barra delle applicazioni permanente nella parte inferiore dello schermo, che simula il funzionamento di un sistema operativo desktop e l'introduzione di ulteriori gesti e comandi per l'utilizzo delle applicazioni in finestra e a visualizzazione doppia e tripla quando a schermo intero.
Sono stati apportati anche miglioramenti alla funzionalità per estrarre i testi dalle immagini, ai Pannelli Tag Edge, alla tastiera di sistema, all'app Archivio e alle funzionalità per le chiamate e le videochiamate.

### One UI 5 (Android 13, 2022-2023)

#### One UI 5.0 (ottobre 2022)
Presentata il 12 ottobre 2022 durante la SDC 2022, è basata su Android 13. Porta numerose novità. I primi dispositivi aggiornati è stata la serie Galaxy S22. Sono state aggiunte nuove funzionalità nella galleria e nella fotocamera. Ha introdotto su tutti i dispositivi la funzione Routine (precedentemente disponibile solo su dispositivi selezionati con il nome di Bixby Routines), arricchita con la funzione Modalità.
Con questo aggiornamento è stata data la possibilità di disattivare RAM Plus completamente. Altre modifiche minori sono state apportate all'applicazione del Calendario e al Benessere Digitale.
Inoltre, su dispositivi selezionati, è stata aggiunta la possibilità di estrarre testo dalle immagini oppure, quando si sta inserendo un testo, dalla fotocamera. Sempre su certi modelli l'utente viene avvisato quando sta condividendo una foto con dati sensibili (solo in inglese e coreano).

#### One UI 5.1 (febbraio 2023)
Viene presentata al Galaxy Unpacked 2023, tenutasi il 1º febbraio 2023, con la serie Galaxy S23. Da metà febbraio il rilascio della One UI 5.1 è iniziato su tutti i dispositivi con la One UI 5.0. Sui dispositivi della serie S e Z (per l'ultima volta anche sulla serie Note, sui dispositivi Note 20 Ultra e Note 20) sono state aggiunte funzionalità alla fotocamera come l'integrazione diretta di Expert RAW o la possibilità di cambiare il tono colore del selfie.
Nella Galleria ora vi è la possibilità di cercare le foto sulla base dei volti presenti nelle immagini e di visualizzare in modo più semplice i dati EXIF delle foto.
Con la One UI 5.1 è stato introdotto il Widget Batteria, molto simile a quello di iOS 14, che permette di vedere a colpo d'occhio la batteria dei dispositivi Galaxy collegati come Galaxy Watch o Galaxy Buds. È stato migliorato anche il Widget Intelligente grazie all'integrazione con Spotify.
È stata aggiunta anche la possibilità di cambiare la cartella dove sono salvate le schermate e le registrazioni schermo.
Modifiche minori sono state apportate all'applicazione Meteo, che ora mostra più dettagli con un'interfaccia più pulita, al browser Internet Samsung, che ora permette di continuare semplicemente la navigazione tra dispositivi, e alle Impostazioni, che ora mostrano suggerimenti relativi all'ecosistema Galaxy.

#### One UI 5.1.1 (luglio 2023)
Viene presentata al Galaxy Unpacked 2023, tenutasi il 26 luglio 2023, con i dispositivi Galaxy Z Fold 5 e Z Flip 5 e la serie Galaxy Tab S9. Introduce diverse migliorie per i dispositivi con schermo grande, in particolare per i foldable. Tra le novità vi sono miglioramenti al multitasking, dove viene aggiunto: Passaggio diretto dalla schermata pop-up allo schermo diviso. Puoi facilmente passare allo schermo diviso tenendo premuta la parte superiore della finestra pop-up e trascinandola sul lato desiderato.

### One UI 6 (Android 14, 2023-2024)

#### One UI 6.0 (30 ottobre 2023)
Il 10 agosto 2023 ne viene rilasciata la prima beta, dove tra i principali cambiamenti è possibile notare: l'introduzione della Galaxy AI, nuovo font al posto del Roboto Sans, nuove emoji, il pannello delle notifiche rivisitato, nuovi widget per l'orologio nella schermata di blocco e funzioni avanzate per l'app della fotocamera.
Il 6 ottobre 2023 viene presentata ufficialmente durante la Samsung Developer Conference 2023. Viene pubblicata ufficialmente il 30 ottobre 2023, in tutto il mondo, prima per la gamma S23, poi in successione per le altre gamme.

#### One UI 6.1 (17 gennaio 2024)
Viene presentata al Galaxy Unpacked 2024, avvenuta il 17 gennaio 2024, con la serie Galaxy S24. Non porta grandi modifiche rispetto alla precedente versione One UI 6.0 (a parte per la famiglia S23 e S23 FE, Z Flip e 5 Z Fold 5 e famiglia Tab S9 ricevono le funzioni di Galaxy AI come la famiglia S24, possibilmente per maggio pure i modelli del 2022, come la famiglia S22, Tab S8, Z Flip 4 e Z Fold 4).

#### One UI 6.1.1 (10 luglio 2024)
Viene presentata durante il Galaxy Unpacked, avvenuto il 10 luglio 2024, con i dispositivi Galaxy Z Fold 6 e Z Flip 6 5G. Viene gradualmente rilasciata successivamente sui dispositivi della serie Galaxy S, Z Fold e Z Flip.
Tra le novità troviamo:
- Auto Zoom che consente di zoomare automaticamente quando si registra nella modalità Flex;
- Implementazione dell'AI con le funzioni di Portrait Studio, Live Effect e Sketch to Imag;
- Condivisione istantanea dei video in modalità slow-motion;
- Motion Clipper, strumento che consente di realizzare GIF animate di oggetti o persone in una foto in movimento;
- Editor per foto in formato RAW, che consente di modificare i file DNG all’interno del Galaxy Photo Editor.

### One UI 7 (Android 15, 2025)

#### One UI 7.0 (22 gennaio 2025)
Viene presentata durante il Galaxy Unpacked, avvenuto il 22 gennaio 2025, con la serie Galaxy S25.
Contrariamente alle versioni precedenti, il rilascio dell'aggiornamento della One UI 7 per i dispositivi precedenti alla sere S25, ha subito pesanti ritardi (causate dai numerosi rinnovi applicati all'interfaccia utente), che hanno portato l'inizio della distribuzione dell'aggiornamento nel mese di Aprile 2025.
Tra le principali novità troviamo:
- Semplificazione dell’interfaccia utente, tra cui un nuovo centro di controllo (separato dal centro delle notifiche), centro delle notifiche rivisto, cassetto delle app a scorrimento verticale (a differenza del precedente metodo, a scorrimento orizzontale) e nuovi widget;
- Now Bar, implementata nella parte bassa dello schermo, riproponendo varie funzionalità utili a portata di mano (simile ad Attività in tempo reale su iOS);
- Now Brief, widget basata sull’intelligenza artificiale che ha l’obiettivo di fornire all’utente un riepilogo di tutto ciò che è in programma per quella giornata;
- Galaxy AI rinnovata, come l'aggiunta di strumenti avanzati di supporto alla scrittura permettendo all'utente di correggere, riassumere e controllare il testo al'interno dell'app in cui si trova;
- Registrazione e trascrizione delle chiamate, grazie all'integrazione con l'AI ora avviene la trascrizione da voce a testo senza la necessità di appunti;
- Riorganizzazione dell'app Fotocamera, rinnovando il layout delle varie funzionalità di scatto, dando modo di concentrarsi al meglio sull'immagine da catturare;
- Audio Eraser, permette di rimuovere rumori di fondo e/o enfatizzare una traccia audio rispetto alle altre disponibili su un video.

### One UI 8 (Android 16, 2025)

#### One UI 8.0 (9 luglio 2025)
Viene presentata durante il Galaxy Unpacked, avvenuto il 9 luglio 2025, con i dispositivi Galaxy Z Fold 7, Z Flip 7 e  Z Flip 7 FE 5G. Viene gradualmente distribuita successivamente sui dispositivi della serie supportati.

## Dispositivi compatibili
Questa lista è suscettibile di variazioni e potrebbe essere incompleta o non aggiornata.

Alcuni degli aggiornamenti riportati potrebbero non essere ancora disponibili per le versioni italiane dei dispositivi.
Alcuni modelli di fascia media e bassa delle serie Galaxy M, Galaxy A e Galaxy F utilizzano una versione dell'interfaccia dotata di meno funzionalità, nota come One UI Core.
A partire da Android 14, la versione di One UI perde la diciture Core sui modelli sopra citati, rendendo l'esperienza di utilizzo simile ai modelli di punta, seppur con qualche funzionalità in meno.

### Smartphone
| Modello                                         | Versione                                        | Versione                                  |
| Modello                                         | Di fabbrica                                     | Attuale                                   |
| Serie Galaxy S                                  | Serie Galaxy S                                  | Serie Galaxy S                            |
| ----------------------------------------------- | ----------------------------------------------- | ----------------------------------------- |
| Samsung Galaxy S25 Edge                         | One UI 7.0 (Android 15)                         | One UI 7.0 (Android 15)                   |
| Samsung Galaxy S25, S25+ e S25 Ultra 5G         | One UI 7.0 (Android 15)                         | One UI 7.0 (Android 15)                   |
| Samsung Galaxy S24 FE 5G                        | One UI 6.1 (Android 14)                         | One UI 7.0 (Android 15)                   |
| Samsung Galaxy S24, S24+ e S24 Ultra 5G         | One UI 6.1 (Android 14)                         | One UI 7.0 (Android 15)                   |
| Samsung Galaxy S23 FE 5G                        | One UI 5.1 (Android 13)                         | One UI 7.0 (Android 15)                   |
| Samsung Galaxy S23, S23+ e S23 Ultra 5G         | One UI 5.1 (Android 13)                         | One UI 7.0 (Android 15)                   |
| Samsung Galaxy S20 FE 5G 2022                   | One UI 4.1 (Android 12)                         | One UI 4.1 (Android 12)                   |
| Samsung Galaxy S22, S22+ e S22 Ultra 5G         | One UI 4.1 (Android 12)                         | One UI 7.0 (Android 15)                   |
| Samsung Galaxy S21 FE 5G                        | One UI 4.0 (Android 12)                         | One UI 7.0 (Android 15)                   |
| Samsung Galaxy S21, S21+ e S21 Ultra 5G         | One UI 3.1 (Android 11)                         | One UI 7.0 (Android 15)                   |
| Samsung Galaxy S20 FE (LTE/5G)                  | One UI 2.5 (Android 10)                         | One UI 5.1 (Android 13)                   |
| Samsung Galaxy S20, S20+ e S20 Ultra (LTE/5G)   | One UI 2.1 (Android 10)                         | One UI 5.1 (Android 13)                   |
| Samsung Galaxy S10 Lite                         | One UI 2.0 (Android 10)                         | One UI 5.1 (Android 13)                   |
| Samsung Galaxy S10e, S10, S10+ e S10 5G         | One UI 1.1 (Android 9 "Pie")                    | One UI 4.1 (Android 12)                   |
| Samsung Galaxy S9 e S9+                         | Samsung Experience 9.0 (Android 8.0.0 "Oreo")   | One UI 2.5 (Android 10)                   |
| Samsung Galaxy S8 e S8+                         | Samsung Experience 8.1 (Android 7.0 "Nougat")   | One UI 1.0 (Android 9 "Pie")              |
| Serie Galaxy Note                               |                                                 |                                           |
| Samsung Galaxy Note 20 e Note 20 Ultra (LTE/5G) | One UI 2.5 (Android 10)                         | One UI 5.1 (Android 13)                   |
| Samsung Galaxy Note 10 Lite                     | One UI 2.0 (Android 10)                         | One UI 5.1 (Android 13)                   |
| Samsung Galaxy Note 10 e 10+ (LTE/5G)           | One UI 1.5 (Android 9 "Pie")                    | One UI 4.1 (Android 12)                   |
| Samsung Galaxy Note 9                           | Samsung Experience 9.5 (Android 8.1 "Oreo")     | One UI 2.5 (Android 10)                   |
| Samsung Galaxy Note 8                           | Samsung Experience 8.5 (Android 7.1.1 "Nougat") | One UI 1.0 (Android 9 "Pie")              |
| Samsung Galaxy Note FE                          | Samsung Experience 8.1 (Android 7.0 "Nougat")   | One UI 1.0 (Android 9 "Pie")              |
| Serie Galaxy Z                                  |                                                 |                                           |
| Samsung Galaxy Z Fold 7 5G                      | One UI 8.0 (Android 16)                         | One UI 8.0 (Android 16)                   |
| Samsung Galaxy Z Flip 7 5G                      | One UI 8.0 (Android 16)                         | One UI 8.0 (Android 16)                   |
| Samsung Galaxy Z Flip 7 FE 5G                   | One UI 8.0 (Android 16)                         | One UI 8.0 (Android 16)                   |
| Samsung Galaxy Z Fold 6 5G                      | One UI 6.1.1 (Android 14)                       | One UI 7.0 (Android 15)                   |
| Samsung Galaxy Z Flip 6 5G                      | One UI 6.1.1 (Android 14)                       | One UI 7.0 (Android 15)                   |
| Samsung Galaxy Z Fold 5 5G                      | One UI 5.1.1 (Android 13)                       | One UI 7.0 (Android 15)                   |
| Samsung Galaxy Z Flip 5 5G                      | One UI 5.1.1 (Android 13)                       | One UI 7.0 (Android 15)                   |
| Samsung Galaxy Z Fold 4 5G                      | One UI 4.1.1 (Android 12L)                      | One UI 7.0 (Android 15)                   |
| Samsung Galaxy Z Flip 4 5G                      | One UI 4.1.1 (Android 12L)                      | One UI 7.0 (Android 15)                   |
| Samsung Galaxy Z Fold 3 5G                      | One UI 3.1.1 (Android 11)                       | One UI 7.0 (Android 15)                   |
| Samsung Galaxy Z Flip 3 5G                      | One UI 3.1.1 (Android 11)                       | One UI 7.0 (Android 15)                   |
| Samsung Galaxy Z Fold 2 5G                      | One UI 2.5 (Android 10)                         | One UI 5.1.1 (Android 13)                 |
| Samsung Galaxy Z Flip (LTE/5G)                  | One UI 2.1 (Android 10)                         | One UI 5.1.1 (Android 13)                 |
| Samsung Galaxy Fold (LTE/5G)                    | One UI 1.1 (Android 9 "Pie")                    | One UI 4.1.1 (Android 12L)                |
| Serie Galaxy A                                  |                                                 |                                           |
| Samsung Galaxy A17 (LTE/5G)                     | One UI 7.0 (Android 15)                         | One UI 7.0 (Android 15)                   |
| Samsung Galaxy A56 5G                           | One UI 7.0 (Android 15)                         | One UI 7.0 (Android 15)                   |
| Samsung Galaxy A36 5G                           | One UI 7.0 (Android 15)                         | One UI 7.0 (Android 15)                   |
| Samsung Galaxy A26 5G                           | One UI 7.0 (Android 15)                         | One UI 7.0 (Android 15)                   |
| Samsung Galaxy A16 (LTE/5G)                     | One UI 6.1 (Android 14)                         | One UI 7.0 (Android 15)                   |
| Samsung Galaxy A06 5G                           | One UI 7.0 (Android 15)                         | One UI 7.0 (Android 15)                   |
| Samsung Galaxy A06                              | One UI 6.1 (Android 14)                         | One UI 7.0 (Android 15)                   |
| Samsung Galaxy A55 5G                           | One UI 6.1 (Android 14)                         | One UI 7.0 (Android 15)                   |
| Samsung Galaxy A35 5G                           | One UI 6.1 (Android 14)                         | One UI 7.0 (Android 15)                   |
| Samsung Galaxy A25 5G                           | One UI 6.0 (Android 14)                         | One UI 7.0 (Android 15)                   |
| Samsung Galaxy A15 (LTE/5G)                     | One UI 6.0 (Android 14)                         | One UI 7.0 (Android 15)                   |
| Samsung Galaxy A05s                             | One UI Core 5.1 (Android 13)                    | One UI 7.0 (Android 15)                   |
| Samsung Galaxy A05                              | One UI Core 5.1 (Android 13)                    | One UI 7.0 (Android 15)                   |
| Samsung Galaxy A54 5G                           | One UI 5.1 (Android 13)                         | One UI 7.0 (Android 15)                   |
| Samsung Galaxy A34 5G                           | One UI 5.1 (Android 13)                         | One UI 7.0 (Android 15)                   |
| Samsung Galaxy A24                              | One UI 5.1 (Android 13)                         | One UI 7.0 (Android 15)                   |
| Samsung Galaxy A14 5G                           | One UI Core 5.0 (Android 13)                    | One UI 7.0 (Android 15)                   |
| Samsung Galaxy A14                              | One UI Core 5.1 (Android 13)                    | One UI 7.0 (Android 15)                   |
| Samsung Galaxy A04e (Galaxy M04/Galaxy F04)     | One UI Core 4.1 (Android 12)                    | One UI 6.1 (Android 14)                   |
| Samsung Galaxy A04s                             | One UI Core 4.1 (Android 12)                    | One UI 6.1 (Android 14)                   |
| Samsung Galaxy A04                              | One UI Core 4.1 (Android 12)                    | One UI 6.1 (Android 14)                   |
| Samsung Galaxy A73 5G                           | One UI 4.1 (Android 12)                         | One UI 7.0 (Android 15)                   |
| Samsung Galaxy A53 5G                           | One UI 4.1 (Android 12)                         | One UI 7.0 (Android 15)                   |
| Samsung Galaxy A33 5G                           | One UI 4.1 (Android 12)                         | One UI 7.0 (Android 15)                   |
| Samsung Galaxy A23 (LTE/5G)                     | One UI 4.1 (Android 12)                         | One UI 6.1 (Android 14)                   |
| Samsung Galaxy A13 5G                           | One UI Core 3.1 (Android 11)                    | One UI 6.1 (Android 14)                   |
| Samsung Galaxy A13                              | One UI Core 4.1 (Android 12)                    | One UI 6.1 (Android 14)                   |
| Samsung Galaxy A03 Core                         | One UI Core 3.1 (Android 11 "Go Edition")       | One UI Core 5.1 (Android 13 "Go Edition") |
| Samsung Galaxy A03s                             | One UI Core 3.1 (Android 11)                    | One UI Core 5.1 (Android 13)              |
| Samsung Galaxy A03                              | One UI Core 3.1 (Android 11)                    | One UI Core 5.1 (Android 13)              |
| Samsung Galaxy A72                              | One UI 3.1 (Android 11)                         | One UI 6.1 (Android 14)                   |
| Samsung Galaxy A52s 5G                          | One UI 3.1 (Android 11)                         | One UI 6.1 (Android 14)                   |
| Samsung Galaxy A52 (LTE/5G)                     | One UI 3.1 (Android 11)                         | One UI 6.1 (Android 14)                   |
| Samsung Galaxy A42 5G (Galaxy M42 5G)           | One UI 2.5 (Android 10)                         | One UI 5.1 (Android 13)                   |
| Samsung Galaxy A32 (LTE/5G)                     | One UI 3.1 (Android 11)                         | One UI 5.1 (Android 13)                   |
| Samsung Galaxy A22 (LTE/5G)                     | One UI Core 3.1 (Android 11)                    | One UI Core 5.1 (Android 13)              |
| Samsung Galaxy A12 Nacho                        | One UI Core 3.1 (Android 11)                    | One UI Core 5.1 (Android 13)              |
| Samsung Galaxy A12                              | One UI Core 2.5 (Android 10)                    | One UI Core 4.1 (Android 12)              |
| Samsung Galaxy A02s (Galaxy M02s/F02s)          | One UI Core 2.5 (Android 10)                    | One UI Core 4.1 (Android 12)              |
| Samsung Galaxy A02 (Galaxy M02)                 | One UI Core 2.5 (Android 10)                    | One UI Core 3.1 (Android 11)              |
| Samsung Galaxy A71 5G                           | One UI 2.1 (Android 10)                         | One UI 5.1 (Android 13)                   |
| Samsung Galaxy A71                              | One UI 2.0 (Android 10)                         | One UI 5.1 (Android 13)                   |
| Samsung Galaxy A51 5G                           | One UI 2.1 (Android 10)                         | One UI 5.1 (Android 13)                   |
| Samsung Galaxy A51                              | One UI 2.0 (Android 10)                         | One UI 5.1 (Android 13)                   |
| Samsung Galaxy A41                              | One UI 2.1 (Android 10)                         | One UI 4.1 (Android 12)                   |
| Samsung Galaxy A31                              | One UI 2.1 (Android 10)                         | One UI 4.1 (Android 12)                   |
| Samsung Galaxy A21s                             | One UI Core 2.1 (Android 10)                    | One UI Core 4.1 (Android 12)              |
| Samsung Galaxy A21                              | One UI Core 2.1 (Android 10)                    | One UI Core 4.1 (Android 12)              |
| Samsung Galaxy A11                              | One UI Core 2.0 (Android 10)                    | One UI Core 4.1 (Android 12)              |
| Samsung Galaxy A01 Core                         | One UI Core 2.0 (Android 10 "Go Edition")       | One UI Core 2.0 (Android 10 "Go Edition") |
| Samsung Galaxy A01                              | One UI Core 2.0 (Android 10)                    | One UI Core 4.1 (Android 12)              |
| Samsung Galaxy A90 5G                           | One UI 1.5 (Android 9 "Pie")                    | One UI 4.1 (Android 12)                   |
| Samsung Galaxy A80                              | One UI 1.1 (Android 9 "Pie")                    | One UI 3.1 (Android 11)                   |
| Samsung Galaxy A70s                             | One UI 1.1 (Android 9 "Pie")                    | One UI 3.1 (Android 11)                   |
| Samsung Galaxy A70                              | One UI 1.1 (Android 9 "Pie")                    | One UI 3.1 (Android 11)                   |
| Samsung Galaxy A60 (Galaxy M40)                 | One UI 1.1 (Android 9 "Pie")                    | One UI 3.1 (Android 11)                   |
| Samsung Galaxy A50s                             | One UI 1.5 (Android 9 "Pie")                    | One UI 3.1 (Android 11)                   |
| Samsung Galaxy A50                              | One UI 1.1 (Android 9 "Pie")                    | One UI 3.1 (Android 11)                   |
| Samsung Galaxy A40s (Galaxy M30)                | One UI 1.1 (Android 9 "Pie")                    | One UI 3.1 (Android 11)                   |
| Samsung Galaxy A40                              | One UI 1.1 (Android 9 "Pie")                    | One UI 3.1 (Android 11)                   |
| Samsung Galaxy A30s                             | One UI 1.5 (Android 9 "Pie")                    | One UI 3.1 (Android 11)                   |
| Samsung Galaxy A30                              | One UI 1.1 (Android 9 "Pie")                    | One UI 3.1 (Android 11)                   |
| Samsung Galaxy A20s                             | One UI Core 1.1 (Android 9 "Pie")               | One UI Core 3.1 (Android 11)              |
| Samsung Galaxy A20e                             | One UI 1.1 (Android 9 "Pie")                    | One UI 3.1 (Android 11)                   |
| Samsung Galaxy A20                              | One UI 1.1 (Android 9 "Pie")                    | One UI 3.1 (Android 11)                   |
| Samsung Galaxy A10s                             | One UI Core 1.1 (Android 9 "Pie")               | One UI Core 3.1 (Android 11)              |
| Samsung Galaxy A10e                             | One UI 1.1 (Android 9 "Pie")                    | One UI 3.1 (Android 11)                   |
| Samsung Galaxy A10                              | One UI 1.1 (Android 9 "Pie")                    | One UI 3.1 (Android 11)                   |
| Samsung Galaxy A9 (2018)                        | Samsung Experience 9.0 (Android 8.0.0 "Oreo")   | One UI 2.0 (Android 10)                   |
| Samsung Galaxy A8s                              | Samsung Experience 9.5 (Android 8.1.0 "Oreo")   | One UI 2.0 (Android 10)                   |
| Samsung Galaxy A8 e A8+ (2018)                  | Samsung Experience 8.5 (Android 7.1.1 "Nougat") | One UI 1.0 (Android 9 "Pie")              |
| Samsung Galaxy A7 (2018)                        | Samsung Experience 9.0 (Android 8.0.0 "Oreo")   | One UI 2.0 (Android 10)                   |
| Samsung Galaxy A6 e A6+                         | Samsung Experience 9.0 (Android 8.0.0 "Oreo")   | One UI 2.0 (Android 10)                   |
| Samsung Galaxy A7 (2017)                        | Samsung Experience 8.1 (Android 7.0 "Nougat")   | One UI 1.1 (Android 9 "Pie")              |
| Serie Galaxy M                                  |                                                 |                                           |
| Samsung Galaxy M56 5G (Galaxy F56 5G)           | One UI 7.0 (Android 15)                         | One UI 7.0 (Android 15)                   |
| Samsung Galaxy M16 5G (Galaxy F16 5G)           | One UI 7.0 (Android 15)                         | One UI 7.0 (Android 15)                   |
| Samsung Galaxy M06 5G (Galaxy F06 5G)           | One UI 7.0 (Android 15)                         | One UI 7.0 (Android 15)                   |
| Samsung Galaxy M55s 5G                          | One UI 6.1 (Android 14)                         | One UI 7.0 (Android 15)                   |
| Samsung Galaxy M55 5G (Galaxy F55 5G)           | One UI 6.1 (Android 14)                         | One UI 7.0 (Android 15)                   |
| Samsung Galaxy M35 5G                           | One UI 6.1 (Android 14)                         | One UI 7.0 (Android 15)                   |
| Samsung Galaxy M15 5G                           | One UI 6.1 (Android 14)                         | One UI 7.0 (Android 15)                   |
| Samsung Galaxy M05 (Galaxy F05)                 | One UI 6.1 (Android 14)                         | One UI 6.1 (Android 14)                   |
| Samsung Galaxy M54 5G (Galaxy F54 5G)           | One UI 5.1 (Android 13)                         | One UI 7.0 (Android 15)                   |
| Samsung Galaxy M44 5G                           | One UI 5.1 (Android 13)                         | One UI 7.0 (Android 15)                   |
| Samsung Galaxy M34 5G (Galaxy F34 5G)           | One UI 5.1 (Android 13)                         | One UI 7.0 (Android 15)                   |
| Samsung Galaxy M14 5G                           | One UI Core 5.1 (Android 13)                    | One UI 7.0 (Android 15)                   |
| Samsung Galaxy M14 (Galaxy F14)                 | One UI Core 5.1 (Android 13)                    | One UI 7.0 (Android 15)                   |
| Samsung Galaxy M04 (Galaxy A04e/Galaxy F04)     | One UI Core 4.1 (Android 12)                    | One UI 6.1 (Android 14)                   |
| Samsung Galaxy M53 5G                           | One UI 4.1 (Android 12)                         | One UI 7.0 (Android 15)                   |
| Samsung Galaxy M33 5G                           | One UI 4.1 (Android 12)                         | One UI 7.0 (Android 15)                   |
| Samsung Galaxy M23 5G (Galaxy F23 5G)           | One UI 4.1 (Android 12)                         | One UI 6.1 (Android 14)                   |
| Samsung Galaxy M13 5G                           | One UI Core 4.1 (Android 12)                    | One UI 6.1 (Android 14)                   |
| Samsung Galaxy M13 (Galaxy F13)                 | One UI Core 4.1 (Android 12)                    | One UI 6.1 (Android 14)                   |
| Samsung Galaxy M62 (Galaxy F62)                 | One UI 3.1 (Android 11)                         | One UI 5.1 (Android 13)                   |
| Samsung Galaxy M52 5G                           | One UI 3.1 (Android 11)                         | One UI 5.1 (Android 13)                   |
| Samsung Galaxy M42 5G (Galaxy A42 5G)           | One UI 3.1 (Android 11)                         | One UI 5.1 (Android 13)                   |
| Samsung Galaxy M32 (LTE/5G)                     | One UI 3.1 (Android 11)                         | One UI 5.1 (Android 13)                   |
| Samsung Galaxy M22                              | One UI Core 3.1 (Android 11)                    | One UI Core 5.1 (Android 13)              |
| Samsung Galaxy M21 2021 Edition                 | One UI Core 3.1 (Android 11)                    | One UI Core 5.1 (Android 13)              |
| Samsung Galaxy M12 (Galaxy F12)                 | One UI Core 3.1 (Android 11)                    | One UI Core 5.1 (Android 13)              |
| Samsung Galaxy M02s (Galaxy A02s/Galaxy F02s)   | One UI Core 2.5 (Android 10)                    | One UI Core 4.1 (Android 12)              |
| Samsung Galaxy M02 (Galaxy A02)                 | One UI Core 2.5 (Android 10)                    | One UI Core 3.1 (Android 11)              |
| Samsung Galaxy M51                              | One UI Core 2.1 (Android 10)                    | One UI Core 4.1 (Android 12)              |
| Samsung Galaxy M31s                             | One UI Core 2.1 (Android 10)                    | One UI Core 4.1 (Android 12)              |
| Samsung Galaxy M31                              | One UI Core 2.0 (Android 10)                    | One UI Core 4.1 (Android 12)              |
| Samsung Galaxy M21s (Galaxy F41)                | One UI Core 2.0 (Android 10)                    | One UI Core 4.1 (Android 12)              |
| Samsung Galaxy M21                              | One UI Core 2.0 (Android 10)                    | One UI Core 4.1 (Android 12)              |
| Samsung Galaxy M11                              | One UI Core 2.0 (Android 10)                    | One UI Core 4.1 (Android 12)              |
| Samsung Galaxy M01 Core                         | One UI Core 2.0 (Android 10 "Go Edition")       | One UI Core 2.0 (Android 10 "Go Edition") |
| Samsung Galaxy M01s                             | One UI Core 1.1 (Android 9 "Pie")               | One UI Core 3.1 (Android 11)              |
| Samsung Galaxy M01                              | One UI Core 2.0 (Android 10)                    | One UI Core 4.1 (Android 12)              |
| Samsung Galaxy M40 (Galaxy A60)                 | One UI 1.1 (Android 9 "Pie")                    | One UI Core 3.1 (Android 11)              |
| Samsung Galaxy M30s                             | One UI Core 1.5 (Android 9 "Pie")               | One UI Core 3.1 (Android 11)              |
| Samsung Galaxy M30 (Galaxy A40s)                | Samsung Experience 9.5 (Android 8.1 "Oreo")     | One UI Core 2.0 (Android 10)              |
| Samsung Galaxy M20                              | Samsung Experience 9.5 (Android 8.1 "Oreo")     | One UI Core 2.0 (Android 10)              |
| Samsung Galaxy M10s                             | One UI 1.1 (Android 9 "Pie")                    | One UI 3.1 (Android 11)                   |
| Samsung Galaxy M10                              | Samsung Experience 9.5 (Android 8.1 "Oreo")     | One UI Core 2.0 (Android 10)              |
| Serie Galaxy F                                  |                                                 |                                           |
| Samsung Galaxy F56 5G (Galaxy M56 5G)           | One UI 7.0 (Android 15)                         | One UI 7.0 (Android 15)                   |
| Samsung Galaxy F16 5G (Galaxy M16 5G)           | One UI 7.0 (Android 15)                         | One UI 7.0 (Android 15)                   |
| Samsung Galaxy F06 5G (Galaxy M06 5G)           | One UI 7.0 (Android 15)                         | One UI 7.0 (Android 15)                   |
| Samsung Galaxy F55 5G (Galaxy M55 5G)           | One UI 6.1 (Android 14)                         | One UI 7.0 (Android 15)                   |
| Samsung Galaxy F15 5G                           | One UI 6.1 (Android 14)                         | One UI 7.0 (Android 15)                   |
| Samsung Galaxy F05 (Galaxy M05)                 | One UI 6.1 (Android 14)                         | One UI 7.0 (Android 15)                   |
| Samsung Galaxy F54 5G (Galaxy M54 5G)           | One UI 5.1 (Android 13)                         | One UI 7.0 (Android 15)                   |
| Samsung Galaxy F34 5G (Galaxy M34 5G)           | One UI 5.1 (Android 13)                         | One UI 7.0 (Android 15)                   |
| Samsung Galaxy F14 5G                           | One UI Core 5.1 (Android 13)                    | One UI 7.0 (Android 15)                   |
| Samsung Galaxy F14 (Galaxy M14)                 | One UI 6.1 (Android 14)                         | One UI 7.0 (Android 15)                   |
| Samsung Galaxy F04 (Galaxy A04e/Galaxy M04)     | One UI Core 4.1 (Android 12)                    | One UI 6.1 (Android 14)                   |
| Samsung Galaxy F23 5G (Galaxy M23 5G)           | One UI 4.1 (Android 12)                         | One UI 6.1 (Android 14)                   |
| Samsung Galaxy F13 (Galaxy M13)                 | One UI Core 4.1 (Android 12)                    | One UI 6.1 (Android 14)                   |
| Samsung Galaxy F62 (Galaxy M62)                 | One UI 3.1 (Android 11)                         | One UI 5.1 (Android 13)                   |
| Samsung Galaxy F52 5G                           | One UI 3.1 (Android 11)                         | One UI 5.1 (Android 13)                   |
| Samsung Galaxy F42 5G (Galaxy A22 5G)           | One UI Core 3.1 (Android 11)                    | One UI Core 5.1 (Android 13)              |
| Samsung Galaxy F22                              | One UI Core 3.1 (Android 11)                    | One UI Core 5.1 (Android 13)              |
| Samsung Galaxy F12 (Galaxy M12)                 | One UI Core 3.1 (Android 11)                    | One UI Core 5.1 (Android 13)              |
| Samsung Galaxy F02s (Galaxy A02s/M02s)          | One UI Core 2.5 (Android 10)                    | One UI Core 4.1 (Android 12)              |
| Samsung Galaxy F41 (Galaxy M21s)                | One UI Core 2.1 (Android 10)                    | One UI Core 4.1 (Android 12)              |
| Serie Galaxy XCover                             |                                                 |                                           |
| Samsung Galaxy XCover 7 Pro 5G                  | One UI 7.0 (Android 15)                         | One UI 7.0 (Android 15)                   |
| Samsung Galaxy XCover 7 5G                      | One UI 6.0 (Android 14)                         | One UI 6.1 (Android 14)                   |
| Samsung Galaxy XCover 6 Pro 5G                  | One UI 4.1 (Android 12)                         | One UI 6.1 (Android 14)                   |
| Samsung Galaxy XCover 5                         | One UI 3.1 (Android 11)                         | One UI 6.1 (Android 14)                   |
| Samsung Galaxy XCover Pro                       | One UI 2.0 (Android 10)                         | One UI 5.1 (Android 13)                   |
| Samsung Galaxy XCover 4s                        | One UI 1.1 (Android 9 "Pie")                    | One UI 3.1 (Android 11)                   |
| Samsung Galaxy XCover 4                         | Samsung Experience 8.1 (Android 7.0 "Nougat")   | One UI 1.0 (Android 9 "Pie")              |
| Serie Galaxy Quantum                            |                                                 |                                           |
| Samsung Galaxy Quantum 5                        | One UI 6.1 (Android 14)                         | One UI 6.1 (Android 14)                   |
| Samsung Galaxy Quantum 4                        | One UI 5.1 (Android 13)                         | One UI 6.1 (Android 14)                   |
| Samsung Galaxy Quantum 3                        | One UI 4.1 (Android 12)                         | One UI 6.1 (Android 14)                   |
| Samsung Galaxy Quantum 2 (A82 5G)               | One UI 3.1 (Android 11)                         | One UI 6.1 (Android 14)                   |
| Samsung Galaxy A Quantum                        | One UI 2.0 (Android 10)                         | One UI 5.1 (Android 13)                   |
| Serie Galaxy J                                  |                                                 |                                           |
| Samsung Galaxy J8                               | Samsung Experience 9.0 (Android 8.0.0 "Oreo")   | One UI 2.0 (Android 10)                   |
| Samsung Galaxy J7 Duo (2018)                    | Samsung Experience 9.0 (Android 8.0.0 "Oreo")   | One UI 2.0 (Android 10)                   |
| Samsung Galaxy J7 (2018)                        | Samsung Experience 9.0 (Android 8.0.0 "Oreo")   | One UI 1.1 (Android 9 "Pie")              |
| Samsung Galaxy J6+                              | Samsung Experience 9.5 (Android 8.1 "Oreo")     | One UI 2.0 (Android 10)                   |
| Samsung Galaxy J6                               | Samsung Experience 9.0 (Android 8.0.0 "Oreo")   | One UI 2.0 (Android 10)                   |
| Samsung Galaxy J4+                              | Samsung Experience 9.5 (Android 8.1 "Oreo")     | One UI 2.0 (Android 10)                   |
| Samsung Galaxy J4                               | Samsung Experience 9.0 (Android 8.0.0 "Oreo")   | One UI 2.0 (Android 10)                   |
| Samsung Galaxy J3 (2018)                        | Samsung Experience 9.0 (Android 8.0.0 "Oreo")   | One UI 1.1 (Android 9 "Pie")              |
| Samsung Galaxy J7 (2017)                        | Samsung Experience 8.1 (Android 7.0 "Nougat")   | One UI 1.1 (Android 9 "Pie")              |
| Samsung Galaxy J5 (2017)                        | Samsung Experience 8.1 (Android 7.0 "Nougat")   | One UI 1.1 (Android 9 "Pie")              |
| Samsung Galaxy J3 (2017)                        | Samsung Experience 8.1 (Android 7.0 "Nougat")   | One UI 1.1 (Android 9 "Pie")              |

### Tablet
| Modello                                            | Versione                                        | Versione                     |
| Modello                                            | Di fabbrica                                     | Attuale                      |
| Serie Galaxy Tab S                                 | Serie Galaxy Tab S                              | Serie Galaxy Tab S           |
| -------------------------------------------------- | ----------------------------------------------- | ---------------------------- |
| Samsung Galaxy Tab S10 FE e Tab S10 FE+ (5G/Wi-Fi) | One UI 7.0 (Android 15)                         | One UI 7.0 (Android 15)      |
| Samsung Galaxy Tab S10+ e Tab S10 Ultra (5G/Wi-Fi) | One UI 6.1.1 (Android 14)                       | One UI 7.0 (Android 15)      |
| Samsung Galaxy Tab S6 Lite 2024                    | One UI 6.1 (Android 14)                         | One UI 6.1 (Android 14)      |
| Samsung Galaxy Tab S9 FE e S9 FE+ (5G/Wi-Fi)       | One UI 5.1.1 (Android 13)                       | One UI 7.0 (Android 15)      |
| Samsung Galaxy Tab S9, S9+ e S9 Ultra (5G/Wi-Fi)   | One UI 5.1.1 (Android 13)                       | One UI 7.0 (Android 15)      |
| Samsung Galaxy Tab S6 Lite 2022                    | One UI 4.1 (Android 12)                         | One UI 6.1 (Android 14)      |
| Samsung Galaxy Tab S8, S8+ e S8 Ultra (5G/Wi-Fi)   | One UI 4.1 (Android 12)                         | One UI 7.0 (Android 15)      |
| Samsung Galaxy Tab S7 FE (LTE/5G/Wi-Fi)            | One UI 3.1 (Android 11)                         | One UI 6.1 (Android 14)      |
| Samsung Galaxy Tab S7, Tab S7+ (5G/Wi-Fi)          | One UI 2.5 (Android 10)                         | One UI 5.1.1 (Android 13)    |
| Samsung Galaxy Tab S6 Lite                         | One UI 2.1 (Android 10)                         | One UI 5.1.1 (Android 13)    |
| Samsung Galaxy Tab S6 (LTE/5G)                     | One UI 1.5 (Android 9 "Pie")                    | One UI 4.1.1 (Android 12L)   |
| Samsung Galaxy Tab S5e                             | One UI 1.1 (Android 9 "Pie")                    | One UI 3.1 (Android 11)      |
| Samsung Galaxy Tab S4                              | Samsung Experience 9.5 (Android 8.1 "Oreo")     | One UI 2.1 (Android 10)      |
| Samsung Galaxy Tab S3                              | TouchWiz Grace UX (Android 7.0 "Nougat")        | One UI 1.1 (Android 9 "Pie") |
| Serie Galaxy Tab A                                 |                                                 |                              |
| Samsung Galaxy Tab Active5 Pro (5G/Wi-Fi)          | One UI 7.0 (Android 15)                         | One UI 7.0 (Android 15)      |
| Samsung Galaxy Tab Active5 (5G/Wi-Fi)              | One UI 6.0 (Android 14)                         | One UI 6.1 (Android 14)      |
| Samsung Galaxy Tab A9 e A9+ (LTE/5G/Wi-Fi)         | One UI 5.1.1 (Android 13)                       | One UI 7.0 (Android 15)      |
| Samsung Galaxy Tab A7 (2022)                       | One UI Core 4.1 (Android 12)                    | One UI Core 4.1 (Android 12) |
| Samsung Galaxy Tab Active4 Pro (5G/Wi-Fi)          | One UI 4.1 (Android 12)                         | One UI 6.1 (Android 14)      |
| Samsung Galaxy Tab A8                              | One UI Core 3.1 (Android 11)                    | One UI 6.1 (Android 14)      |
| Samsung Galaxy Tab A7 Lite                         | One UI Core 3.1 (Android 11)                    | One UI 6.1 (Android 14)      |
| Samsung Galaxy Tab Active 3                        | One UI 2.5 (Android 10)                         | One UI 5.1.1 (Android 13)    |
| Samsung Galaxy Tab A7                              | One UI Core 2.5 (Android 10)                    | One UI Core 4.1 (Android 12) |
| Samsung Galaxy Tab A 8.4 (2020)                    | One UI 1.5 (Android 9 "Pie")                    | One UI 3.1 (Android 11)      |
| Samsung Galaxy Tab Active Pro                      | One UI 1.1 (Android 9 "Pie")                    | One UI 3.1 (Android 11)      |
| Samsung Galaxy Tab A 10.1 (2019)                   | One UI 1.1 (Android 9 "Pie")                    | One UI 3.1 (Android 11)      |
| Samsung Galaxy Tab A 8.0 (2019)                    | One UI Core 1.1 (Android 9 "Pie")               | One UI Core 3.1 (Android 11) |
| Samsung Galaxy Tab A 10.5 (2018)                   | Samsung Experience 9.5 (Android 8.1.0)          | One UI 2.1 (Android 10)      |
| Samsung Galaxy Tab A 8.0 (2018)                    | Samsung Experience 9.5 (Android 8.1.0)          | One UI 2.1 (Android 10)      |
| Samsung Galaxy Tab Active 2                        | Samsung Experience 8.5 (Android 7.1.1 "Nougat") | One UI 1.1 (Android 9 "Pie") |
| Samsung Galaxy Tab A 8.0 (2017)                    | Samsung Experience 8.5 (Android 7.1.1 "Nougat") | One UI 1.1 (Android 9 "Pie") |

### Smartwatch
| Modello                                  | Versione                       | Versione                            |
| Modello                                  | Di fabbrica                    | Attuale                             |
| ---------------------------------------- | ------------------------------ | ----------------------------------- |
| Samsung Galaxy Watch 8 e Watch 8 Classic | Wear OS 6.0 - One UI 8.0 Watch | Wear OS 6.0 - One UI 8.0 Watch      |
| Samsung Galaxy Watch 7 e Watch Ultra     | Wear OS 5.0 - One UI 6.0 Watch | Wear OS 5.0 - One UI 6.0 Watch      |
| Samsung Galaxy Watch FE                  | Wear OS 4 - One UI 5.0 Watch   | Wear OS 5.0 - One UI 6.0 Watch      |
| Samsung Galaxy Watch 6 e Watch 6 Classic | Wear OS 4 - One UI 5.0 Watch   | Wear OS 5.0 - One UI 6.0 Watch      |
| Samsung Galaxy Watch 5 e Watch 5 Pro     | Wear OS 3.5 - One UI Watch 4.5 | Wear OS 5.0 - One UI 6.0 Watch      |
| Samsung Galaxy Watch 4 e Watch 4 Classic | Wear OS 3.0 - One UI Watch 3.0 | Wear OS 5.0 - One UI 6.0 Watch      |
| Samsung Galaxy Watch 3                   | Tizen OS 5.5                   | Tizen OS 5.5.0.2 - One UI Watch 2.0 |
| Samsung Galaxy Watch Active 2            | Tizen OS 4.0                   | Tizen OS 5.5.0.2 - One UI Watch 2.0 |
| Samsung Galaxy Watch Active              | Tizen OS 4.0                   | Tizen OS 5.5.0.1 - One UI Watch 2.0 |
| Samsung Galaxy Watch                     | Tizen OS 4.0                   | Tizen OS 5.5.0.1 - One UI Watch 2.0 |
| Samsung Gear Sport                       | Tizen OS 3.0                   | Tizen OS 4.0.0.7 - One UI Watch 1.5 |
| Samsung Gear S3                          | Tizen 2.3.2                    | Tizen OS 4.0.0.7 - One UI Watch 1.5 |